# Метасиликат магния
Метасиликат магния (флорисил) — неорганическое соединение,
соль магния и метакремниевой кислоты с формулой MgSiO3,
бесцветные кристаллы.

## Получение
- В природе встречается минерал клиноэнстатит — MgSiO3 с примесями  Ti, Al, Cr, Fe, Mn, Ca, Na [1].

- Спекание оксидов магния и кремния под давлением:

{\displaystyle {\mathsf {MgO+SiO_{2}\ {\xrightarrow {T,\ p}}\ MgSiO_{3}}}}

## Физические свойства
Метасиликат магния образует бесцветные кристаллы нескольких модификаций:
- тетрагональная сингония, пространственная группа I 41a, параметры ячейки a = 1,1501 нм, c = 1,1480 нм [2];

- тригональная сингония, пространственная группа R 3, параметры ячейки a = 0,47284 нм, c = 1,3559 нм [3];

- ромбическая сингония, параметры ячейки a = 0,4780 нм, b = 0,4933 нм, c = 0,6902 нм [4].